# Gruppo di torsione
In matematica, e in particolare in algebra, un gruppo di torsione o gruppo periodico è un gruppo in cui ogni elemento ha ordine finito. Tutti i gruppi finiti sono di torsione. Il concetto di gruppo di torsione non va confuso con quello di gruppo ciclico, ad esempio il gruppo additivo degli interi {\displaystyle (\mathbb {Z} ,+)} è ciclico senza essere di torsione.
L'esponente di un gruppo di torsione {\displaystyle G} è definito come il minimo comune multiplo, se esiste, degli ordini di tutti gli elementi di {\displaystyle G}. Ogni gruppo finito ha un esponente, che è inoltre un divisore di {\displaystyle |G|}.
Il problema limitato di Burnside è un classico problema sulla relazione tra i gruppi di torsione e i gruppi finiti, quando si assume che {\displaystyle G} sia finitamente generato: ci si chiede se un esponente finito implichi la finitezza del gruppo (in generale, la risposta a questa domanda è negativa).
Esempi di gruppi di torsione infiniti sono il gruppo additivo dell'anello dei polinomi su un campo finito, o il gruppo quoziente dei razionali sugli interi, o la loro somma diretta, nota come gruppo di Prüfer. Nessuno di questi gruppi è però generato da un insieme finito; esempi espliciti di gruppi di torsione infiniti e finitamente generati furono costruiti per la prima volta nel 1964 da Golod e Šafarevič.